# Avant que nous disparaissions
Pour plus de détails, voir Fiche technique et Distribution.
Avant que nous disparaissions (散歩する侵略者, Sanpo suru shinryakusha) est un film japonais de science-fiction réalisé par Kiyoshi Kurosawa, sorti en 2017 et adapté de la pièce de théâtre La Promenade des envahisseurs de Tomohiro Maekawa (ja), créée en 2005. Il est présenté dans la section Un certain regard au Festival de Cannes 2017.

## Synopsis
Narumi et son mari Shinji traversent une mauvaise passe. Un jour, Shinji disparaît soudainement et revient quelques jours plus tard, complètement transformé. Il semble être devenu un homme différent, à la fois tendre et attentionné.
Au même moment, une famille est brutalement assassinée et de curieux phénomènes se produisent en ville. Le journaliste Sakurai est chargé de l'enquête.

## Fiche technique
- Titre original : 散歩する侵略者 (Sanpo suru shinryakusha?)
- Titre français : Avant que nous disparaissions
- Réalisation : Kiyoshi Kurosawa
- Scénario : Kiyoshi Kurosawa, d'après La Promenade des envahisseurs de Tomohiro Maekawa (ja)[1]
- Musique : Yūsuke Hayashi (ja)
- Société de distribution : Eurozoom (en France)
- Pays de production :  Japon
- Format : couleur - 35 mm - 2,35:1
- Genre : science-fiction
- Durée : 129 minutes
- Dates de sortie :
  - Japon : 9 septembre 2017[2]
  - France : 21 mai 2017 (Festival de Cannes 2017) ; 14 mars 2018 (sortie nationale)[3]
  - Suisse : 4 juillet 2017 (Festival international du film fantastique de Neuchâtel 2017)
- Classification : Tous publics avec avertissement « certaines scènes sont susceptibles de heurter la sensibilité du jeune public »[3]

## Distribution
- Masami Nagasawa : Narumi Kase
- Ryuhei Matsuda : Shinji Kase
- Hiroki Hasegawa : Sakurai
- Mahiro Takasugi : Amano
- Yuri Tsunematsu : Akira Tachibana
- Atsuko Maeda : Asumi Kase
- Shinnosuke Mitsushima : Maruo
- Kazuya Kojima : Détective Kurumada
- Ken Mitsuishi : Suzuki
- Masahiro Higashide : un pasteur
- Kyōko Koizumi : un docteur
- Takashi Sasano : Shinagawa

## Distinctions

### Sélection
- Festival de Cannes 2017 : en section Un certain regard.
- Festival international du film fantastique de Neuchâtel 2017 : en sélection officielle.
- L'Étrange Festival 2017 : en sélection officielle.